# Поліовірус
Поліовірус (Poliovirus) або вірус полієміліту — підвид ентеровірусів з родини пікорнавірусів (Picornaviridae). Збудник поліомієліту.

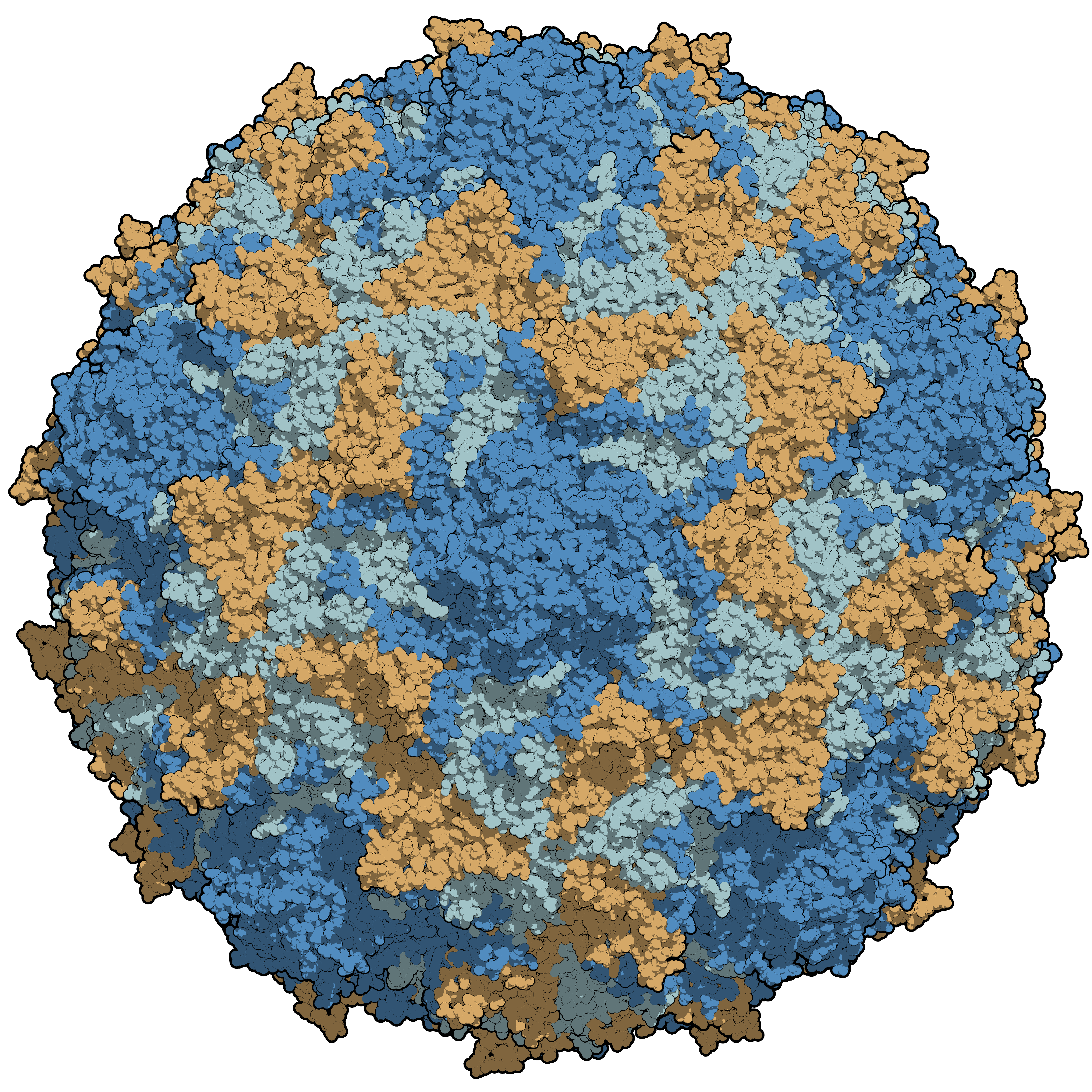
Кольорова модель капсули поліовіруса

Віріон поліовірусу містить геномну РНК і білковий капсид. Геномна РНК у вигляді позитивноспрямованого одноланцюгового РНК, і має довжину близько 7500 нуклеотидів. Вірус сягає приблизно 300 ангстрем у діаметрі, має ікосаедричну симетрію.
Поліовірус був вперше виділений в 1909 році Карлом Ландштейнером і Ервіном Поппером. У 1981 році геном поліовірусу був розшифрований двома незалежними групами.
Поліовірус є зручною моделлю для вивчення біології РНК-вмісних вірусів.